# Kvalifikation til VM i fodbold 2014 - UEFA Gruppe E
Gruppe E's kvalifikation til VM i fodbold 2014 var en af grupperne i forbindelse med den europæiske kvalifikation til VM i fodbold 2014. Kampene spilles imellem den 7. september 2012 til den 15. oktober 2013.

## Stilling
| Hold      | K  | V | U | T | M+ | M- | MF  | Pts |
| --------- | -- | - | - | - | -- | -- | --- | --- |
| Schweiz   | 10 | 7 | 3 | 0 | 17 | 6  | +11 | 24  |
| Island    | 10 | 5 | 2 | 3 | 17 | 15 | +2  | 17  |
| Slovenien | 10 | 5 | 0 | 5 | 14 | 11 | +3  | 15  |
| Norge     | 10 | 3 | 3 | 4 | 10 | 13 | −3  | 12  |
| Albanien  | 10 | 3 | 2 | 5 | 9  | 11 | −2  | 11  |
| Cypern    | 10 | 1 | 2 | 7 | 4  | 15 | −11 | 5   |

|           | Albanien | Cypern | Island | Norge | Slovenien | Schweiz |
| --------- | -------- | ------ | ------ | ----- | --------- | ------- |
| Albanien  | —        | 3–1    | 1–2    | 1–1   | 1–0       | 1–2     |
| Cypern    | 0–0      | —      | 1–0    | 1–3   | 0–2       | 0–0     |
| Island    | 2–1      | 2–0    | —      | 2–0   | 2–4       | 0–2     |
| Norge     | 0–1      | 2–0    | 1–1    | —     | 2–1       | 0–2     |
| Slovenien | 1–0      | 2–1    | 1–2    | 3–0   | —         | 0–2     |
| Schweiz   | 2–0      | 1–0    | 4–4    | 1–1   | 1–0       | —       |

## Kampe
| 7. september 2012 20:30 UTC+2 |

| Albanien                            | 3–1    | Cypern        |
| ----------------------------------- | ------ | ------------- |
| Sadiku 36' · Çani 84' · Bogdani 87' | Report | Laban 45+5' · |

| Stadiumi Qemal Stafa, Tirana Tilskuere: 9.400 Dommer: Artyom Kuchin (Kasakhstan) |

| 7. september 2012 20:30 UTC+2 |

| Slovenien | 0–2    | Schweiz                 |
| --------- | ------ | ----------------------- |
|           | Report | Xhaka 20' · Inler 51' · |

| Stožice, Ljubljana Tilskuere: 13.213 Dommer: Paolo Tagliavento (Italien) |

| 7. september 2012 18:45 UTC±0 |

| Island                        | 2–0    | Norge |
| ----------------------------- | ------ | ----- |
| Árnason 22' · Finnbogason 81' | Report |       |

| Laugardalsvöllur, Reykjavík Tilskuere: 8.352 Dommer: Antony Gautier (Frankrig) |

| 11. september 2012 20:00 UTC+3 |

| Cypern       | 1–0    | Island |
| ------------ | ------ | ------ |
| Makrides 58' | Report |        |

| Antonis Papadopoulos Stadium, Larnaca Tilskuere: 1.600 Dommer: Sébastien Delferiere (Belgien) |

| 11. september 2012 20:00 UTC+2 |

| Norge                                    | 2–1    | Slovenien   |
| ---------------------------------------- | ------ | ----------- |
| Henriksen 26' · J. A. Riise 90+3' (str.) | Report | Šuler 16' · |

| Ullevaal Stadion, Oslo Tilskuere: 11.168 Dommer: Fırat Aydınus (Tyrkiet) |

| 11. september 2012 20:30 UTC+2 |

| Schweiz                        | 2–0    | Albanien |
| ------------------------------ | ------ | -------- |
| Shaqiri 23' · Inler 68' (str.) | Report |          |

| Swissporarena, Lucerne Tilskuere: 16.500 Dommer: Ovidiu Alin Hategan (Rumænien) |

| 12. oktober 2012 19:00 UTC+2 |

| Albanien | 1–2    | Island                           |
| -------- | ------ | -------------------------------- |
| Çani 28' | Report | Bjarnason 19' · Sigurðsson 81' · |

| Stadiumi Qemal Stafa, Tirana Tilskuere: 8.200 Dommer: Tony Asumaa (Finland) |

| 12. oktober 2012 20:30 UTC+2 |

| Schweiz        | 1–1    | Norge           |
| -------------- | ------ | --------------- |
| Gavranović 79' | Report | Hangeland 81' · |

| Stade de Suisse, Bern Tilskuere: 30.712 Dommer: David Fernández Borbalán (Spanien) |

| 12. oktober 2012 20:45 UTC+2 |

| Slovenien       | 2–1    | Cypern          |
| --------------- | ------ | --------------- |
| Matavž 38', 61' | Report | Aloneftis 83' · |

| Ljudski vrt, Maribor Tilskuere: 7.988 Dommer: Ivan Kružliak (Slovakiet) |

| 16. oktober 2012 21:00 UTC+3 |

| Cypern        | 1–3    | Norge                                               |
| ------------- | ------ | --------------------------------------------------- |
| Aloneftis 42' | Report | Hangeland 45' · Elyounoussi 81' (str.) · King 83' · |

| Antonis Papadopoulos Stadium, Larnaca Tilskuere: 2.493 Dommer: Paweł Gil (Polen) |

| 16. oktober 2012 18:30 UTC±0 |

| Island | 0–2    | Schweiz                         |
| ------ | ------ | ------------------------------- |
|        | Report | Barnetta 66' · Gavranović 79' · |

| Laugardalsvöllur, Reykjavík Tilskuere: 8.369 Dommer: Alan Kelly (Irland) |

| 16. oktober 2012 20:45 UTC+2 |

| Albanien  | 1–0    | Slovenien |
| --------- | ------ | --------- |
| Roshi 37' | Report |           |

| Stadiumi Qemal Stafa, Tirana Tilskuere: 9.000 Dommer: Martin Hansson (Sverige) |

| 22. marts 2013 18:00 UTC+1 |

| Slovenien     | 1–2    | Island                |
| ------------- | ------ | --------------------- |
| Novaković 34' | Report | Sigurðsson 55', 78' · |

| Stožice, Ljubljana Tilskuere: 6.500 Dommer: Stavros Tritsonis (Grækenland) |

| 22. marts 2013 19:00 UTC+1 |

| Norge | 0–1    | Albanien     |
| ----- | ------ | ------------ |
|       | Report | Salihi 66' · |

| Ullevaal Stadion, Oslo Tilskuere: 11.207 Dommer: Kevin Blom (Holland) |

| 23. marts 2013 18:30 UTC+2 |

| Cypern | 0–0    | Schweiz |
| ------ | ------ | ------- |
|        | Report |         |

| GSP Stadium, Nicosia Tilskuere: 2.045 Dommer: Manuel Gräfe (Tyskland) |

| 7. juni 2013 20:30 UTC+2 |

| Albanien | 1–1    | Norge       |
| -------- | ------ | ----------- |
| Rama 40' | Report | Høgli 87' · |

| Stadiumi Qemal Stafa, Tirana Tilskuere: 15.600 Dommer: William Collum (Skotland) |

| 7. juni 2013 19:00 UTC±0 |

| Island                                 | 2–4    | Slovenien                                             |
| -------------------------------------- | ------ | ----------------------------------------------------- |
| Bjarnason 22' · Finnbogason 26' (str.) | Report | Kirm 11' · Birsa 31' (str.) · Cesar 61' · Krhin 86' · |

| Laugardalsvöllur, Reykjavík Tilskuere: 9.202 Dommer: Felix Zwayer (Tyskland) |

| 8. juni 2013 17:30 UTC+2 |

| Schweiz       | 1–0    | Cypern |
| ------------- | ------ | ------ |
| Seferović 90' | Report |        |

| Stade de Genève, Genève Tilskuere: 16.900 Dommer: Paolo Mazzoleni (Italien) |

| 6. september 2013 19:00 UTC+2 |

| Norge                      | 2–0    | Cypern |
| -------------------------- | ------ | ------ |
| Elyounoussi 43' · King 66' | Report |        |

| Ullevaal Stadion, Oslo Tilskuere: 11.295 Dommer: Kenn Hansen (Danmark) |

| 6. september 2013 20:30 UTC+2 |

| Slovenien | 1–0    | Albanien |
| --------- | ------ | -------- |
| Kampl 19' | Report |          |

| Stožice, Ljubljana Tilskuere: 13.843 Dommer: István Vad (Ungarn) |

| 6. september 2013 20:30 UTC+2 |

| Schweiz                                                 | 4–4    | Island                                        |
| ------------------------------------------------------- | ------ | --------------------------------------------- |
| Lichtsteiner 15', 30' · Schär 27' · Džemaili 54' (str.) | Report | Guðmundsson 3', 68', 90+1' · Sigþórsson 56' · |

| Stade de Suisse, Bern Tilskuere: 26.000 Dommer: Sergei Karasev (Rusland) |

| 10. september 2013 19:00 UTC+2 |

| Norge | 0–2    | Schweiz          |
| ----- | ------ | ---------------- |
|       | Report | Schär 12', 51' · |

| Ullevaal Stadion, Oslo Tilskuere: 16.631 Dommer: Howard Webb (England) |

| 10. september 2013 21:30 UTC+3 |

| Cypern | 0–2    | Slovenien                    |
| ------ | ------ | ---------------------------- |
|        | Report | Novaković 12' · Iličić 80' · |

| GSP Stadium, Nicosia Tilskuere: 714 Dommer: Ruddy Buquet (Frankrig) |

| 10. september 2013 19:00 UTC±0 |

| Island                         | 2–1    | Albanien  |
| ------------------------------ | ------ | --------- |
| Bjarnason 13' · Sigþórsson 47' | Report | Rama 9' · |

| Laugardalsvöllur, Reykjavík Tilskuere: 9.768 Dommer: Andre Marriner (England) |

| 11. oktober 2013 20:30 UTC+2 |

| Albanien          | 1–2    | Schweiz                  |
| ----------------- | ------ | ------------------------ |
| Salihi 89' (str.) | Report | Shaqiri 47' · Lang 77' · |

| Stadiumi Qemal Stafa, Tirana Tilskuere: 14.000 Dommer: Pedro Proença (Portugal) |

| 11. oktober 2013 18:45 UTC±0 |

| Island                          | 2–0    | Cypern |
| ------------------------------- | ------ | ------ |
| Sigþórsson 60' · Sigurðsson 76' | Report |        |

| Laugardalsvöllur, Reykjavík Tilskuere: 9.767 Dommer: István Vad (Ungarn) |

| 11. oktober 2013 20:45 UTC+2 |

| Slovenien               | 3–0    | Norge |
| ----------------------- | ------ | ----- |
| Novaković 13', 14', 49' | Report |       |

| Ljudski vrt, Maribor Tilskuere: 10.890 Dommer: Carlos Velasco Carballo (Spanien) |

| 15. oktober 2013 19:00 UTC+3 |

| Cypern | 0–0    | Albanien |
| ------ | ------ | -------- |
|        | Report |          |

| GSP Stadium, Nicosia Tilskuere: 341 Dommer: Ivan Bebek (Kroatien) |

| 15. oktober 2013 20:00 UTC+2 |

| Norge       | 1–1    | Island           |
| ----------- | ------ | ---------------- |
| Braaten 30' | Report | Sigþórsson 12' · |

| Ullevaal Stadion, Oslo Tilskuere: 6.796 Dommer: Paolo Tagliavento (Italien) |

| 15. oktober 2013 20:00 UTC+2 |

| Schweiz   | 1–0    | Slovenien |
| --------- | ------ | --------- |
| Xhaka 74' | Report |           |

| Stade de Suisse, Bern Tilskuere: 22.014 Dommer: Björn Kuipers (Holland) |